# Водний розчин

Іон натрію, оточений молекулами води в розчині

Водний розчин — розчин, який складається з води, розчиненої речовини та продуктів їхньої взаємодії — сольватованих (сполучених з молекулами води) йонів.
Водні розчини відіграють надзвичайно важливу роль: вода є розчинником більшості речовин в організмі людини та інших живих істот.

## Розчинність
За розчинністю у воді всі речовини можна поділити на три групи:
- добре розчинні — в 100 г води за кімнатної температури розчиняється більше 10 г речовини;
- малорозчинні — в 100 г води за кімнатної температури розчиняється менше 1 г речовини;
- практично нерозчинні — в 100 г води за кімнатної температури розчиняється менше 0,1 г речовини.

Абсолютно нерозчинних речовин не існує.
Розчинність кислот, солей і основ у воді можна визначити за допомогою таблиці розчинності.
Розчинність речовин залежить:
- від природи розчинюваної речовини і розчинника;
- температури (від збільшення температури розчинність твердих речовин і рідин збільшується, газів — зменшується);
- тиску (тільки для газів).

Розчини класифікують як насичені й ненасичені, концентровані та розбавлені.

Розчин, у якому за даної температури речовина більше не розчиняється, називається насиченим.

Розчин, у якому розчинювана речовина ще може розчинятися, називається ненасиченим.